# Boulton & Paul Ltd

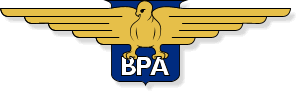
Logo da Boulton & Paul.

A Boulton & Paul Ltd, foi uma empresa de manufatura geral localizada em Norwich, no leste da Inglaterra, Reino Unido entre 1905 e 1934.

## Histórico
As origens da companhia remontam a uma empresa de artefatos de ferro fundada em 1797 em Norwich por William Moore. 
William Staples Boulton se associou à empresa Moore & Barnard em 1844. 
Em 1870, Boulton foi promovido juntamente com John Barnard e a empresa foi renomeada para Barnard & Boulton. 
Mais tarde, a adesão de um novo sócio chamado Joseph Paul, ocasionou nova mudança de nome para Boulton & Paul Ltd, que iniciou a organização da sua divisão de engenharia em 1905.
Depois disso, a Boulton & Paul Ltd tornou-se uma empresa de manufatura geral de grande sucesso por toda a década de 20.
Em 1934, num mercado em franca retração, o seu braço mais fraco era justamente a divisão aeronáutica, que foi vendida para formar a Boulton Paul Aircraft Ltd que mudou sua sede para Wolverhampton em 1936, em 1061, já como fabricante de componentes de aeronaves, foi absorvida pelo Dowty Group para formar a Dowty Boulton Paul Ltd que mais tarde veio a se tornar a Dowty Aerospace.

## Aviões da Boulton Paul em Norwich
- Boulton Paul P.3 Bobolink 1918
- Boulton Paul P-6 1918
- Boulton Paul P.7 Bourges 1918
- Boulton Paul Atlantic 1919
- Boulton Paul P.9 1919
- Boulton Paul P.10 1919
- Boulton Paul Bolton 1922
- Boulton & Paul Bugle 1923
- Boulton Paul Bodmin 1924
- Boulton Paul P.29 Sidestrand 1926 – bomber
- Boulton Paul P.31 Bittern 1927
- Boulton Paul Partridge 1928
- Boulton Paul Phoenix 1929
- Boulton Paul P.32 1931
- Boulton Paul P.75 Overstrand 1933 – bomber
- Boulton Paul P.64 Mailplane 1933
- Boulton Paul P.71A 1934